# パーナル プローン
パーナル プローン(Parnall Prawn)は1930年代のイギリスの飛行艇の実験機である。一般的な飛行艇の設計がエンジンやプロペラを水面から離して装備するのに対して、単発のエンジンと小径のプロペラを、艇体の先端に置き、取付け角を変更するという設計が行われた。

## 概要
パーナルは、航空省と契約して単発の飛行艇の開発の契約を結んだ。単発飛行艇は、エンジンとプロペラを支柱などで水面から離して配置するのが通常の設計であるが、空気抵抗の増加するのを嫌って、艇体の先端にプロペラとエンジンを配置しようと試みたものである。水上にある時に水面にプロペラ先端があたるのを避けるために、小径の4枚ブレードのプロペラを採用し、エンジンの取り付け角度を変えるという方法が試みられた。エンジンとプロペラは22度まで角度をつけることができた。
エンジンの取り付け方法を除くと、通常の設計でステンレス・スティールを多く使い、羽布張りのパラソル翼の機体である。1930年にパーネルのYateの工場からイギリス空軍水上飛行機実験施設（Marine Aircraft Experimental Establishment）に移され、テストされたが、どのぐらいの期間のテストが行われたかは不明である。

## 仕様
- 全長：約 5.5 m
- 全幅：約8.5 m
- エンジン：Ricardo-Burt 水冷直列エンジン 65 hp (48 kW)

### 性能
- 最大速度：160 km/h